# Michael Feld
Michael Feld (*   2. Oktober 1970 in Siegen) ist ein deutscher Allgemeinarzt, Somnologe (DGSM), Schlafmediziner und Buchautor.

## Werdegang
Michael Feld wuchs in Kerpen-Sindorf bei Köln auf und legte 1990 am Erftgymnasium in Bergheim die Abiturprüfung ab. Von 1990 bis 1992 leistete er Zivildienst als Rettungssanitäter und Erste-Hilfe-Ausbilder beim Malteser Hilfsdienst Erftstadt. Von 1992 bis 2000 folgte ein Medizinstudium in Köln. Die mit „summa cum laude“ bewertete Promotion mit dem Thema Geschichte der Nuklearmedizin in Europa erschien als Buch im März 2000: Geschichte der Nuklearmedizin in Europa inkl. englischer Ausgabe History of Nuclear Medicin in Europe. Von 2000 bis 2004 absolvierte Feld eine Ausbildung in Innerer Medizin, Pneumologie, Chirurgie, Notfallmedizin und Schlafmedizin  an der Nordseeklinik Westerland/Sylt.
Von 2004 bis 2009 arbeitete er in verschiedene Praxen und Kliniken im Raum Köln. Seit 2009 hat er eine selbstständige Praxis in Köln. Feld ist seit 2012 Schriftleiter des ärztlichen Fortbildungsmagazins Schlaf, vormals Schattauer Verlag, jetzt Thieme in Stuttgart.

## Werke
- Schlafen für Aufgeweckte : mehr Lebensenergie durch guten Schlaf. Südwest Verlag, 2012, ISBN 978-3-517-08815-0.
- Sylt : das Gesundheitsbuch. Sylt-Kultur-Medienverlag, 2012, ISBN 978-3-9811861-8-5.
- Gesundheitsdschungel: Der ultimative Wegweiser durch das Medizin-Dickicht. Südwest Verlag, 2013, ISBN 978-3-517-08963-8.
- mit Peter Young: Beurer Schlafatlas: So schläft Deutschland. Südwest-Verlag, 2017, ISBN 978-3-517-09638-4.
- Dr. Felds große Schlafschule. Gräfe und Unzer Verlag, 2018, ISBN 978-3-8338-6141-3.